# Ohrenbach
Ohrenbach là một đô thị ở huyện Ansbach bang Bayern nước Đức. Đô thị Ohrenbach có diện tích 22,74 km², dân số thời điểm ngày 31 tháng 12 năm 2006 là 645 người.